# Pascale Olivier
Pascale Olivier est le nom sous lequel est connue comme poétesse Simone Tourraton-Deschellerins née de Barrau de Muratel le 14 juin 1896 à Pouzy-Mésangy (03) et morte le 28 octobre 1979 à Châteauneuf-sur-Loire (45).
Autrice de poèmes — en vers et en prose —, de récits, d'écrits se rapportant à la chasse, de chroniques littéraires.
Ses principales sources d'inspiration sont la Montagne Noire où elle a passé une grande partie de son enfance et de son adolescence, et le Loiret — forêt d'Orléans et Sologne — où elle a vécu la plus grande partie de sa vie et où elle est enterrée auprès de son époux.

## Biographie

### Ascendance
Pascale Olivier est issue de deux vieilles familles protestantes.
Du côté paternel, les  Barrau de Muratel qui habitent une propriété dans la Montagne Noire.
Son grand-père, David Maurice Armand de Barrau de Muratel (1821-1899), épouse, en 1948, la militante féministe Caroline Coulomb (1828-1888) amie de Pauline Kergomard (1838-1925), fondatrice des écoles maternelles en France. Ils auront trois enfants dont :
- Saint-Cyr Jean François (1861-1934), époux de Suzanne Thuret (1868-1950) ; ce sont les parents de Simone.

Du côté maternel, on peut remonter la filiation des Thuret jusqu'à Jehan Thuret, écuyer, né en 1418. Dans ses descendants, on trouve des commerçants et des hommes d'affaires en France, puis aux Pays-Bas, puis de retour en France au début du XIXe siècle. Rodolphe Thuret, le grand-père de Simone, fait construire le château de Champroux à Pouzy-Mésangy (Allier), et son fils Raymond, frère jumeau de Suzanne Thuret, construit La petite Presle, inaugurée en 1868, où naît Simone.

### Jeunesse
Simone de Barrau de Muratel voit le jour au château de la Presle à Champroux, commune de Pouzy-Mésangy.
Son enfance se déroule dans la Montagne Noire tarnaise et à Paris.
Elle grandit dans un milieu familial attaché à la culture et à la pédagogie. Déjà, sa grand-mère paternelle, Caroline de Barrau, fut pionnière en ce domaine.
Par ailleurs, toute la famille est musicienne. Dans sa lettre à Louisa Paulin du 26-07-1938, Pascale Olivier écrit : « Car je suis protestante, et chez moi aussi — à Sorèze — le petit cimetière protestant, sorte de Paradou clos de cyprès, repose à côté du cimetière catholique, tout contre la montagne. J'y ai mené, il y a quatre ans, mon père, dont la présence était pour moi, je l'imagine, ce qu'est pour vous celle de votre mère. Depuis qu'il est parti, la montagne n'est plus la même – ni la musique. Car nous en faisions ensemble, indéfiniment, depuis mon enfance. Et je lui dois la connaissance, et en grande partie, l'amour de cette musique qui est le fond même de ma vie, je crois, et que je voudrais faire chanter dans mes poèmes ».
Après ses études secondaires et son bac, elle entre à l'école d'infirmières de la Croix-Rouge française. En juillet 1914, elle est prête à accueillir les blessés dans un hôpital parisien de la Croix-Rouge.
Le 19 janvier 1919, elle rencontre son futur mari. Les fiançailles sont bientôt annoncées. Le mariage a lieu le 20 juin 1919.

### Famille
Simone est le troisième enfant de Suzanne Thuret (7 février 1868 - 27 juin 1950) et Saint-Cyr Jean François de Barrau de Muratel (3 mai 1861 - 27 juin 1934). Elle épouse le 20 juin 1919 à Paris 16e, Louis Jean Olivier Tourraton-Deschellerins (1887-1964), cadre de banque. De leur union naissent deux filles :
- Christiane (1921-2012), mariée le 25 février 1949 à Michel Gaultier de Carville (1913-1982).

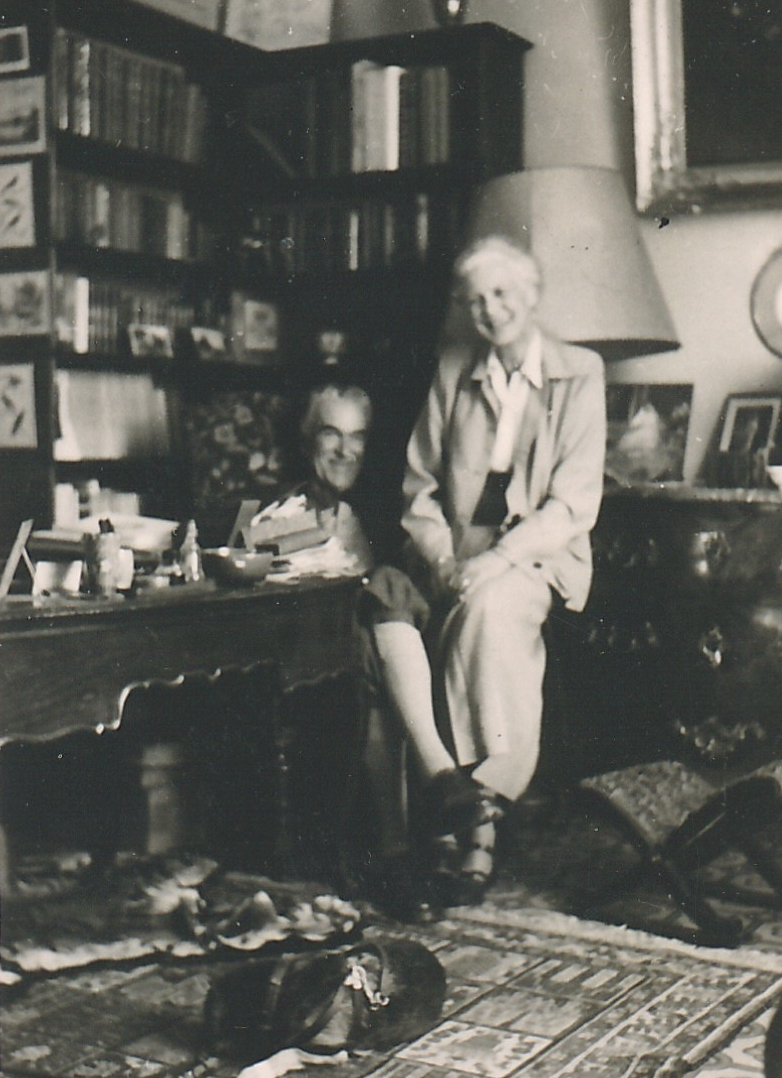
Pascale Olivier et son mari, dans le petit salon du château de l'Étang vers 1960

Les recueils de poésie de Pascale Olivier sont tous dédiés à son mari et portent la mention « Tibi » (À toi), imprimée sur la première page blanche – sauf Les Plumes du geai, dédié à son père. Sur la page de garde des Plumes du geai, elle écrit : « Pour toi, compagnon de mes chasses — et de ma vie — qui m'a appris à mieux connaître, et à mieux aimer, les animaux qu'on appelle sauvages… ce petit livre écrit à tes côtés, with erverlasting love. »
Olivier meurt le 27 janvier 1964 au château de l'Étang. Le 30 janvier elle écrira dans son journal : « Les derniers jours où il a décliné d'une façon vertigineuse restaient un cauchemar pour moi, et pourtant quelle intimité et quel amour entre nous… Quelques jours avant, il m'avait fait la plus belle déclaration qu'il m'ait jamais faite : Je t'aime pour ce que tu es — parce que tu es toi »[réf. nécessaire]. Simone mourra à son tour le 28 octobre 1979 au château de l'Étang. Les deux époux ont été inhumés au cimetière de Châteauneuf-sur-Loire.

### Une femme engagée

#### Au sein de la Croix-Rouge au cours des deux guerres mondiales
Au début de la seconde guerre mondiale, à Châteauneuf-sur-Loire, Simone s'implique dans les soins à la population et participe à la campagne de vaccination au dispensaire de Châteauneuf avec le Dr Brinon, alors maire de la ville.[réf. nécessaire] En 1939, ses filles aident à l'accueil des réfugiés à Châteauneuf-sur-Loire dans le cadre de leur activité bénévole d'éclaireuses.
Simone est active au service de santé des armées sous les ordres du Dr Zerbib puis du Dr Lemaire.[réf. nécessaire] En mai 1940, elle recueille des réfugiés en son domaine de l'Étang et participe au soutien aux réfugiés organisé par la ville : « Le tout fut complété par l'installation à la salle Jeanne d'Arc d'une infirmerie préparée par les soins de Mme Olivier Deschellerins ».
Pendant toute la guerre, elle va, en voiture ou à bicyclette, dans les camps du Loiret créés par l'armée d'occupation, soigner les prisonniers originaires des colonies françaises (Africains, Nord-Africains, Malgaches, Indochinois…).[réf. nécessaire] En 1941, ils étaient 6 804 répartis dans les différents camps du Loiret.

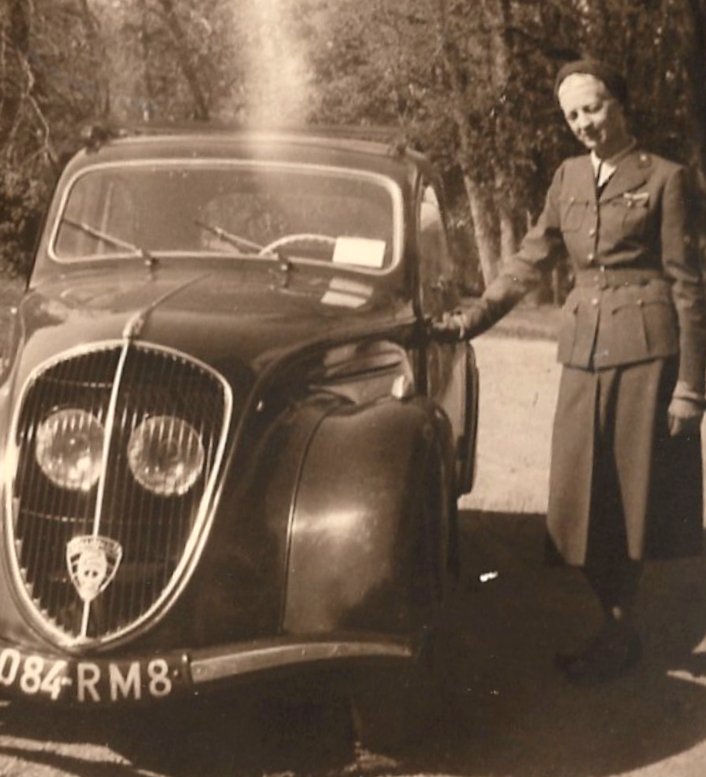
Simone Deschellerins, conductrice-ambulancière au sein de la Croix-Rouge française vers 1940.

Après la guerre, elle reste très active au sein de la section de la Croix-Rouge française d'Orléans. En 1954, elle est déjà vice-présidente du conseil départemental de la Croix-Rouge française et directrice de la section automobile sanitaire d'Orléans. Elle met fin à sa charge de chef de section à la Croix-Rouge française d'Orléans après le décès de son époux, en 1964.

#### La première femme à être élue à un conseil municipal à Châteauneuf-sur-Loire
Élue en 1953 sur la liste de Claude Lemaître, elle est ainsi la première femme à siéger au conseil municipal de Châteauneuf-sur-Loire. Elle y restera pendant trois mandats et sera rejointe en 1959 par une deuxième femme, Geneviève Moraillon, médecin. Elle s'investit particulièrement pour ce qui concerne les affaires sociales et la protection du cadre de vie. Ainsi, elle fait partie des commissions municipales : personnel communal, aide sociale, hospice, pompes funèbres et cimetière, parc de Châteauneuf. Assidue aux réunions de conseil, elle intervient fréquemment pour des questions à propos de la santé et de la sécurité.

## Aux sources de l'œuvre de Pascale Olivier

### La Montagne Noire
Voici ce que dit René Rouquier au cours de sa conférence du 17 mars 1984 : « Ce n'est pas en vain que l'on passe son enfance dans la solitude d'un immense domaine de quelque 2 000 hectares composé des fermes de Jaccournassy, des Consuls, Grange neuve et Grange Vieille sur les communes de Sorèze, Durfort et Arfons, domaine qu'une seule route longe ou traverse sans pénétrer profondément dans cette véritable île verte, délimitée par les gorges sauvages de Malamort, les ruines de Bernicaut jusqu'aux terres d'Arfons et des Cammazes. Grande jeune fille très svelte, elle a accumulé dans ses promenades, des images, des impressions, des réflexions qu'elle essaiera de traduire dans ses poèmes écrits et publiés beaucoup plus tard. »
« Les vicissitudes de la guerre l'ont arrachée à sa vieille demeure comme à la familière amitié de sa forêt. Rien ne remplace la maison de l'enfance et son environnement immédiat ». La maison de l'enfance deviendra la « maison perdue, maison des mille souvenirs, des odeurs pressées, dressées comme une forêt, touffue, où j'erre à l'aventure avec mon ombre enfant… ». Mais elle gardera en elle la joie sereine du souvenir de « ses » montagnes qui vont continuer à l'inspirer (« Montagne », « Ô montagne »).

### Le Loiret et la vie au château de l'Étang
Acquise par les arrières-grands-parents maternels d'Olivier Tourraton-Deschellerins[réf. nécessaire], la propriété de l'Étang devient après leur mariage la résidence de Pascale Olivier et son mari. Ils vivent tantôt à Châteauneuf tantôt à Paris.

L'Étang c'est pour Pascale Olivier la vie au grand air, les longues promenades en forêt, le contact avec la nature, les arbres et les animaux qu'elle évoque dans toute son œuvre, poésie, prose et récits de chasse. C'est aussi le lieu où se retrouve la famille et elle où reçoit ses amis.

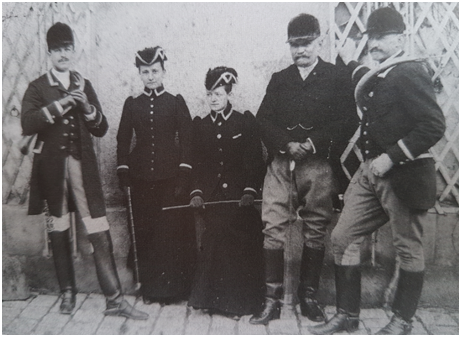
Raymond Thuret et son épouse Marthe, Suzanne Thuret, sa sœur,, Eugène de Waldner, son beau-frère, Jean de Barrau en tenue du rallye Champroux

### La chasse, une tradition familiale
Pascale Olivier s'adonne aux plaisirs de la chasse auxquels elle a été associée très tôt par sa famille. Le sous-bois de sa propriété, la forêt d'Orléans et la Sologne toutes proches, lui offrent le cadre et la profusion de gibier. Le couple Deschellerins créée le Rallye Combe aux loups. Ce rallye restera actif jusqu'à la mort de Simone Deschellerins en 1979.

## Œuvre littéraire
Dans « Évocation de Pascale Olivier », le colonel Abrial dit : « Elle est entrée en écriture à l'âge de sept ans. Sa principale inspiratrice a été la Montagne Noire qu'elle a parcourue à pied, se rendant chez son oncle Émile au Montagnet ou aux Consuls, ou chez les Alquier-Bouffard ses cousins à Grange-Vieille, ou en se promenant sur les pentes de Roquefort. Elle aimait particulièrement Berniquaut, sa voie romaine, et s'intéressait à l'oppidum de Puyvert dont on connaissait si peu à cette époque. Tous ces renseignements, je les tiens d'elle-même ».

### Poésie (sous le nom de Pascale Olivier)
René Rouquier écrit : «... poète du vent, de l'arbre, de la lande et des bêtes sauvages... cherchant le doigt de Dieu jusque dans une herbe qui s'étire, après l'avoir foulée de ses pieds »

#### Recueils
- Comme un reflet sur une eau vive, Albert Messein éditeur, 1935, 61 pages.
- Le Chant perdu dans le silence, Les Presses françaises, 1937, 79 pages
- Ombre qu'une ombre efface, Le Divan, 1939, 109 pages.
- Un chant sur la terre, Le Divan, 1951, 245 pages.

##### Ouvrage collectif
- Andante (sept poèmes de Pascale Olivier, p. 11-23) dans le recueil Quatuor qui regroupe des poèmes de Louisa Paulin, Hervé Quinté, René Rouquier ; collection Les Veillées albigeoises, 1943,.

##### Revues
De nombreux poèmes de Pascale Olivier, extraits de ses recueils ou inédits, paraissent à partir de 1935 dans des revues de poésie essentiellement Le Divan, La Proue, le Mercure de France, mais aussi la Revue hebdomadaire, la Revue du Tarn, Le Trèfle, Le Goéland, Le Recueil des Jeux floraux, Yggdrasil…

### Prose, récits (sous le nom de Pascale Olivier)

#### Recueil
- Proses, Éditions du Languedoc, 1946, 42 pages.

#### Revues
De 1938 à 1956, on trouve de la prose poétique, des récits, des contes écrits dans des revues littéraires comme Le Divan, Le Mercure de France, la Revue hebdomadaire, la Revue du Tarn, la Revue historique et littéraire du Languedoc.

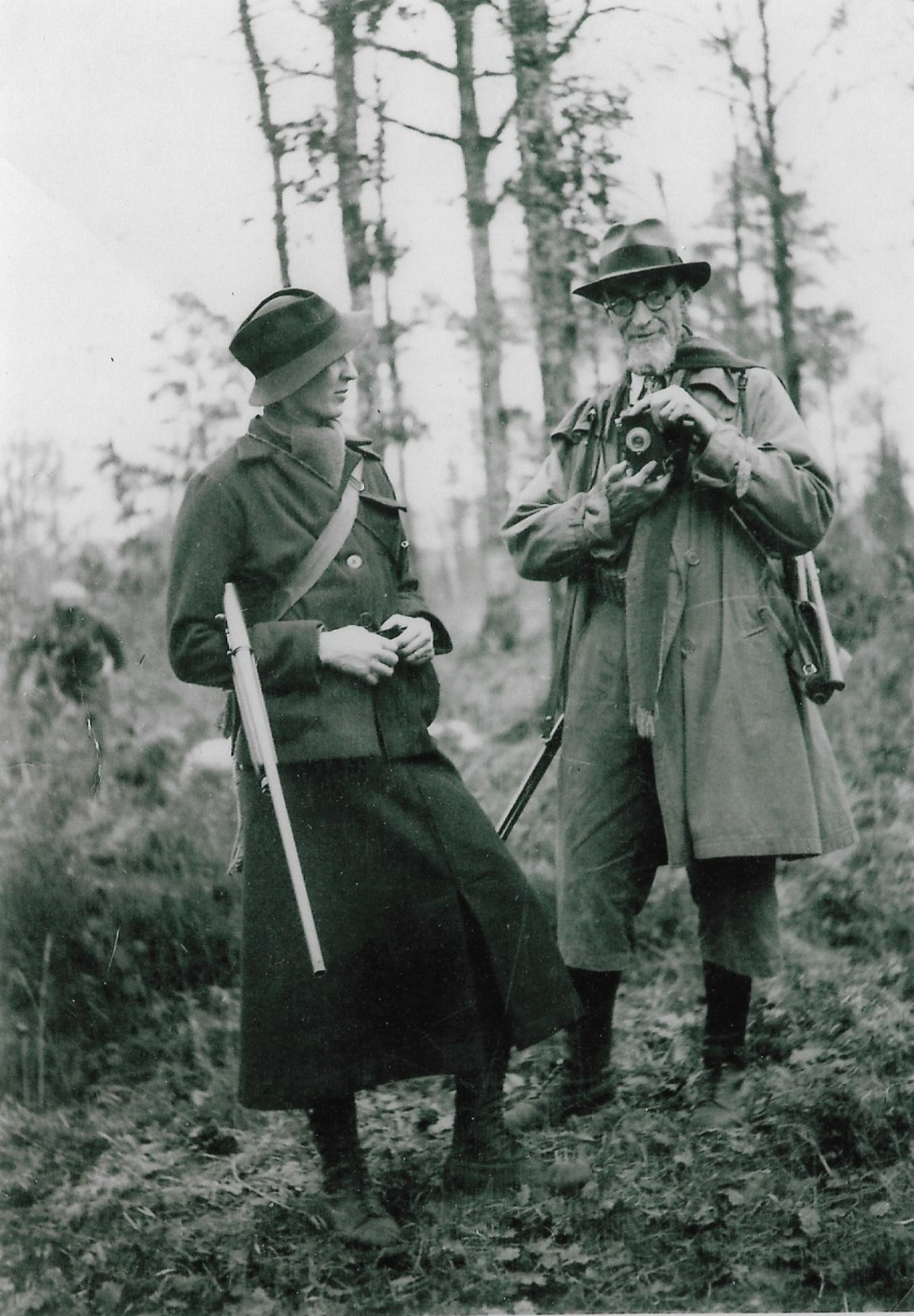
À la chasse dans les années quarante, avec Alfred Andrieux qui a illustré certains de ses récits de chasse.

### Chasse (sous le nom de Simone Deschellerins)
« Le printemps venu, le chasseur de forêt… sacrifie des soirées entières… pour avoir, un instant, sur une allée ou sous une futaie, la vision charmante de l'animal en son rutilant pelage ; et s'offrir la douceur de le contempler, pour une fois non avec des yeux et un cœur d'ogre, quœrens quem devoret, mais avec ceux d'un ami. » Simone Deschellerins

#### Recueil
- Les Plumes du geai (illustrations d'Alfred Andrieux), éditions Georges Andrieux, 1935, 64 pages.

#### Revues
De 1933 à 1972, elle publie des textes inédits dans l'Almanach du chasseur, Au bord de l'eau/Plaines et bois, le Saint-Hubert, les Cahiers de chasse, le Bulletin de la société de vénerie, …

### Chroniques littéraires
Lectrice assidue, entre 1939 et 1956 elle publie dans Le Divan des centaines de chroniques, essentiellement de romans, avec la signature P.O.

## Correspondances et dédicaces

### Auteurs et éditeurs parisiens
Pascale Olivier entretient une correspondance suivie avec quelques auteurs, qu'elle rencontre à l'occasion de ses séjours parisiens, comme Georges Duhamel, Marie Gevers, Marcel Jouhandeau, Paul Léautaud, Henri Martineau. Mais, à de rares exceptions près, ces lettres restent dans le domaine privé.[réf. nécessaire]
Le peintre Alfred Louis Andrieux a illustré son recueil Les Plumes du geai et un article dans le Saint-Hubert. Ils sont voisins puisqu'il habite Guilly, ils chassent ensemble.
Dans son recueil de poèmes, Reflets dans un cristal, Jean Pourtal de Ladevèze dédie un « Sonnet à Pascale Olivier ».

### Louisa Paulin
Les deux poétesses font connaissance et restent en contact par courrier. Chaque fois que Pascale Olivier va dans le Tarn, elle rend visite à Louisa Paulin. Elles entretiennent une correspondance régulière de 1938 à 1944. Les lettres de Pascale Olivier à Louisa Paulin sont sur le site de la Médiathèque Pierre-Amalric d'Albi.
Louisa Paulin lui dédie le poème « Forêts », avec la dédicace : « À Pascale Olivier, déesse »
Louisa Paulin décède le 23 avril 1944. Pascale Olivier participe à l'hommage collectif du Gai Saber, revue du Collège d'Occitanie, no 221, juillet-octobre 1947, « Ce qui demeure » p. 110-115

## Évocation et mémoire de Pascale Olivier

### Conférences
- 1954-03-15 à Gaillac (81), conférence de Lucien Naves : Pascale Olivier, poète de la Montagne noire.
- 1975-03-08 à Dourgne (81), conférence de René Rouquier : La Montagne noire, inspiratrice des poètes. Texte transcrit, illustré et reprographié par Gaston Louis Marchal (p. 39 à 50 consacrées à Pascale Olivier).
- 1978-01, conférence de René Rouquier à Sorèze (81). Compte-rendu Revue du Tarn no 92, hiver 1978.
- 1984-03-17, conférence de René Rouquier à Sorèze (81) à l'occasion des manifestations organisées pour l'inauguration de la rue Pascale Olivier : Pascale Olivier, poète. Texte de la conférence transcrit et reprographié par Gaston Louis Marchal.
- 1984-03-17, dans le cadre de la manifestation des 17 et 18 mars 1984 à Sorèze, plaquette Hommage à Pascale Olivier ; choix de poèmes parmi les différents recueils qu'elle avait publiés[32].

### Anthologies, dictionnaires et sites
- 1939, Anthologie des écrivains modernes du Tarn, éditions La Bourdonnais, p. 34.
- Entre 1960 et 1970, Les artistes contemporains du Tarn et leurs œuvres, par Marcel Brun et A. Pourtier, Cercle international de l'expression française, p. 159 à 163.
- 1989-06-30, Femmes en pays tarnais par Arlette Homs, autoédition, p. 166 à 169.
- 1996, Les Tarnais, dictionnaire bibliographique, éditions de la Revue du Tarn, rédactrice Nicole le Pottier, p. 234.
- 2001-08, Florilège, Montagne noire, ma belle amie et Lauragais, mon beau pays, par Bernard Blancotte, FD éditions, p. 171-172.
- 2015, Dictionnaire biographique des protestants français de 1787 à nos jours, par Patrick Cabanel et André Encrevé, p. 170-171.
- Blog : Poétesses d'expression française (du Moyen Âge au XXe siècle).
- Site : ORA FONTIUM, mémoire d'un village, Arfons. Page Actualité.

### LaRevue du Tarn
- No 89, printemps 1978, p. XXVIII, Évocation de Pascale Olivier, par le colonel Abrial.
- No 90, été 1978, Histoire d'une amitié : Pascale Olivier-Louisa Paulin, par René Rouquier, p. 297.
- No 97, printemps 1980, La voix de Pascale Olivier ou le timbre du génie, par Armand Camboulive, p. 97.

### Lieux à son nom
- Rue Pascale-Olivier à Sorèze (81), inaugurée en mars 1984[note 3].
- Chemin Pascale-Olivier à Viviers-les-Montagnes ; délibération du 17/12/2020.
- Panneau de la Sabartarié à Viviers-les-Montagnes (81).

## Distinctions

### Action pendant les deux guerres mondiales en qualité d'infirmière de la Croix-Rouge française

#### Première guerre mondiale
- Médaille des épidémies.
- Palme d'or de l'UFF (Union des femmes françaises pour les blessés et les malades de l'Armée)[7].

#### Seconde guerre mondiale
- Attribution de la médaille d'honneur de la Croix-Rouge française[33], « distinction qui n'est accordée que très rarement en récompense de mérites exceptionnels[34] ».
- Attribution de la médaille d'argent de la Reconnaissance française décernée à Mme Deschellerins (Simone, Suzanne, Françoise), conductrice ambulancière de la Croix-Rouge française, Châteauneuf-sur-Loire (Loiret)[35].

### Distinctions littéraires
- Prix littéraire de La Proue en 1935 pour Comme un reflet sur une eau vive[36].
- Prix de l'académie des Jeux floraux : Violette d'argent pour « Couleur de songes » en 1955[37].

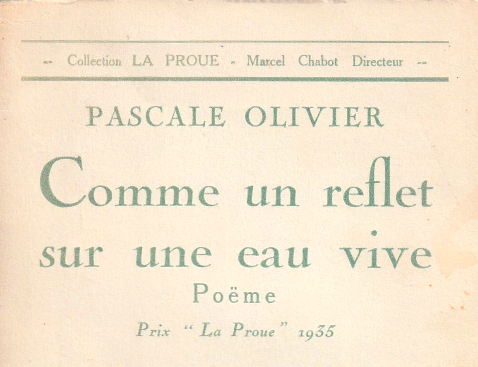
Prix « La Proue » 1935, couverture de Comme un reflet sur une eau vive

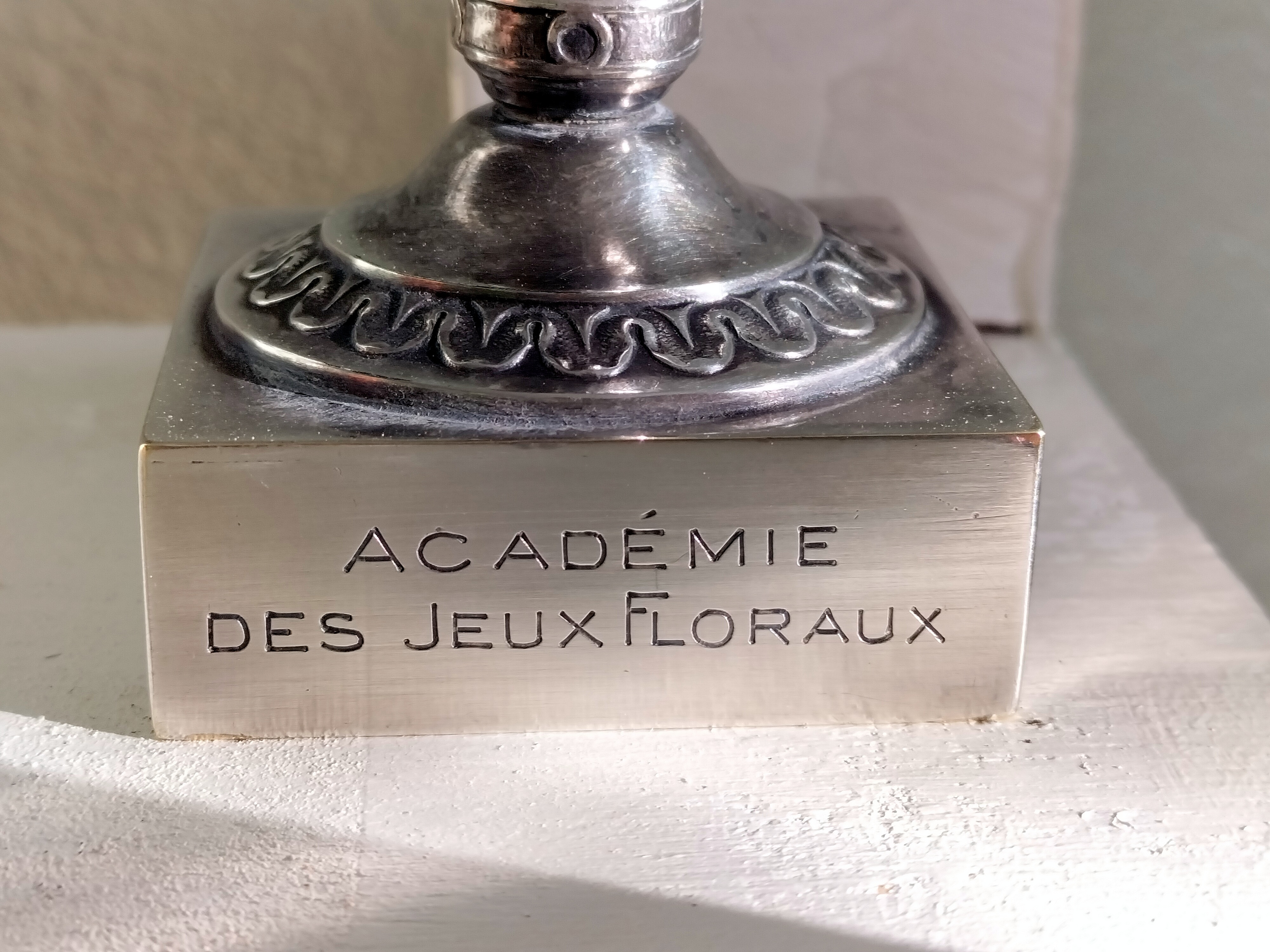
Souci attribué à Pascale Olivier pour son poème :« Appels » par l'académie des Jeux Floraux en 1957

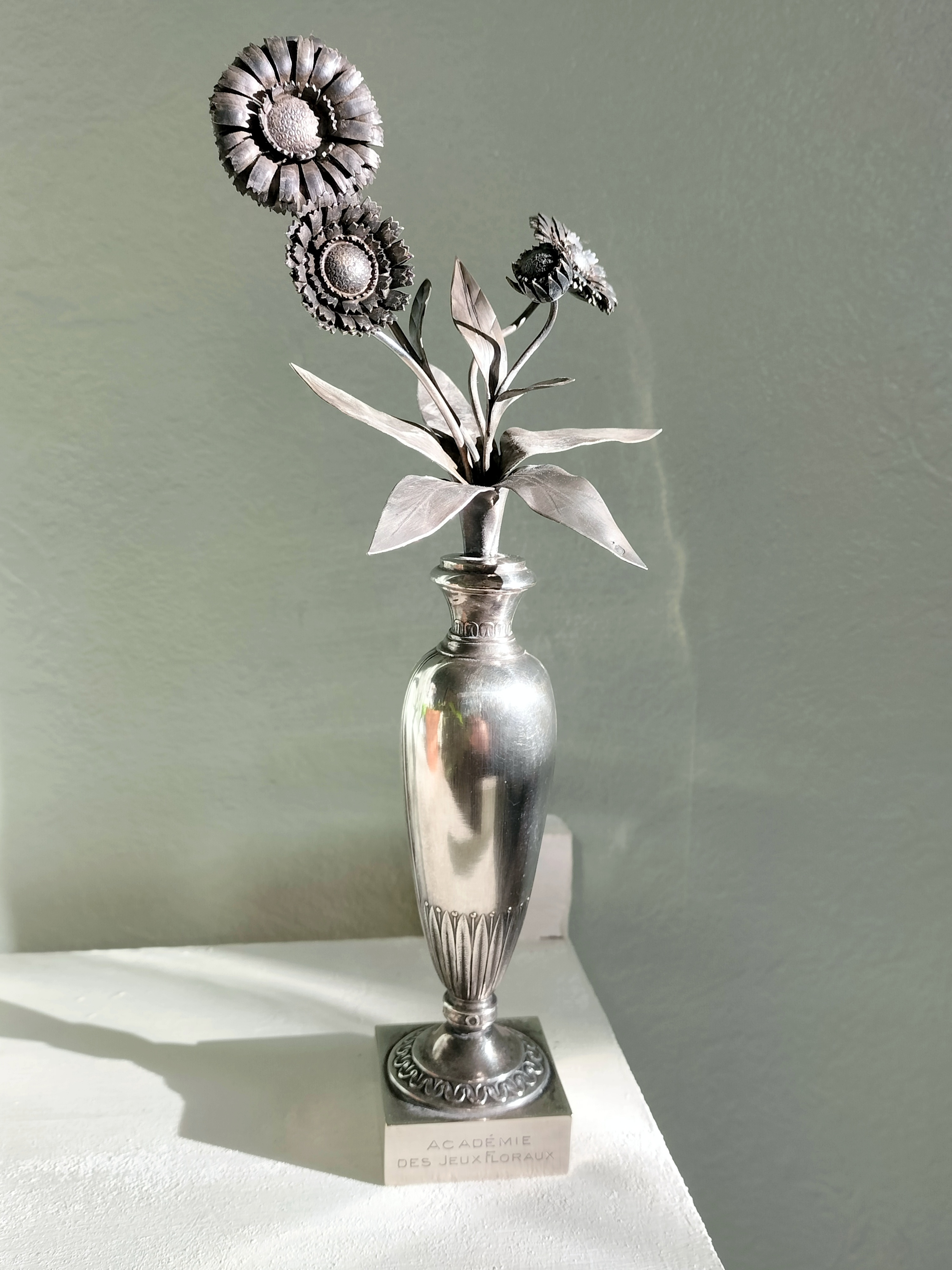
Souci attribué à Pascale Olivier pour son poème :« Appels » par l'académie des Jeux Floraux en 1957

- Prix de l'académie des Jeux floraux : Le Souci pour « Appels » 1957[38].